# Elaphognathia rangifer
Elaphognathia rangifer är en kräftdjursart som beskrevs av Théodore Monod 1926. Elaphognathia rangifer ingår i släktet Elaphognathia och familjen Gnathiidae. Inga underarter finns listade i Catalogue of Life.